# Lovers on the Sun
"Lovers on the Sun" é um single do produtor musical francês David Guetta, presente em seu sexto álbum de estúdio, Listen. A faixa conta com os vocais do cantor e compositor americano Sam Martin. Lançada para download digital em 30 de junho de 2014, foi o primeiro single do álbum. A produção ficou por conta de David Guetta, Avicii, Riesterer e Tuinfort, com produção adicional da equipe italiana de house Daddy's Groove.
A canção alcançou o topo das paradas de singles na Áustria, Finlândia, Alemanha e Reino Unido, além de figurar no top 40 da maioria dos países onde foi lançada.

## Composição
"Lovers on the Sun" A música combina elementos de música eletrônica com influências de country e folk, resultando em uma sonoridade distinta. O guitarrista Mike Einziger, da banda Incubus, conhecido por sua colaboração com Avicii em "Wake Me Up", também participou da gravação, adicionando camadas instrumentais que complementam a composição. A letra de "Lovers on the Sun" aborda temas como paixão e aventura, alinhando-se à energia vibrante da melodia.

## Videoclipe
Um lyric video com tema de Velho Oeste foi produzido para a música "Lovers on the Sun". Posteriormente, em 12 de agosto de 2014, foi lançado o videoclipe oficial, também ambientado no Velho Oeste. Dirigido por Marc Klasfeld, o vídeo é estrelado por Ray Liotta no papel de vilão e Jamie Gray Hyder como a heroína que resgata Andrew Keegan, interpretando "o Bom".

## Certificações
| País                       | Certificado |
| -------------------------- | ----------- |
| Alemanha (BVMI)            | Platina     |
| Australia (ARIA)           | Platina     |
| Áustria (IFPI Austria)     | Ouro        |
| Espanha (PROMUSICAE)       | Platina     |
| Italia (FIMI)              | 2× Platina  |
| México (AMPROFON)          | Ouro        |
| Reino Unido (BPI)          | Platina     |
| Suécia (GLF)               | 3× Platina  |
| Suiça (IFPI Suiça)         | Platina     |
| Streaming                  |             |
| Dinamarca (IFPI Dinamarca) | Platina     |
| Espanha (PROMUSICAE)       | Platina     |

## Créditos
| - David Guetta – compositor, produtor, instrumentista - Sam Martin – compositor, guitarra - Frédéric Riesterer – instrumentista, produtor, compositor - Giorgio Tuinfort – compositor, produtor, instrumentista, piano - Jason Evigan – compositor, guitarra - Michael Einziger – compositor, guitarra - Avicii – compositor, produtor, instrumentista, piano - Daddy's Groove – produtor adicional, programação, mixagem - Ralph Wegner – designer de som - Xavier Stephenson – engenheiro de gravação - Aaron Ahmad – engenheiro de gravação - Paul Power – gravação e mixagem da orquestra - Franck van der Heijden – arranjo da orquestra, regente - Ben Mathot – primeiro violino - Floortje Beljon – primeiro violino - Ian de Jong – primeiro violino - Inger van Vliet – primeiro violino - Marleen Veldstra – primeiro violino | - Sara de Vries – primeiro violino - Sofie van der Pol – primeiro violino - Tseroeja van den Bos – primeiro violino - Diewertje Wanders – segundo violino - Elise Noordhoek – segundo violino - Judith Eisenhardt – segundo violino - Judith van Driel – segundo violino - Maartje Korver – segundo violino - Marleen Wester – segundo violino - Annemarie Hensens – viola - Bram Faber – viola - Mark Mulder – viola - Yanna Pelser – viola - David Faber – violoncelo - Jascha Bordon – violoncelo - Thomas van Geelen – violoncelo - Hinse Mutter – baixo - Jesse Feves – baixo |

Créditos adaptados da Apple Music.